# Адріан Лопес Родрігес
Адріан Лопес Родрігес або просто Піску (ісп. Adrián López Rodríguez / Piscu; нар. 25 лютого 1987, Ас-Понтес, Іспанія) — іспанський футболіст, виступав на позиції центрального захисника.

## Клубна кар'єра

### «Депортіво»
Народився в місті Ас-Понтес-де-Гарсія-Родрігес провінції Ла-Корунья. Після переходу до структури місцевого «Депортіво» (Ла-Корунья) провів свої перші два дорослі сезони в резервній команді вище вказаного клубу. У сезоні 2007/08 років скористався травмою гравця основного складу Альберто Лопо та 15 разів зіграв за першу команду в Ла-Лізі, в якій дебютував 30 вересня 2007 року в програному (0:1) виїзному поєдинку проти «Еспаньйола».
22 лютого 2009 року знову вийшов у стартовому складі вже повноцінним гравцем основного складу й відзначився своїм єдиним голом за галісійців у домашньому (1:1) нічийному поєдинку проти «Валенсії». Завершив сезон з 8-ма матчами у чемпіонаті.

### «Віган Атлетік»
Влітку 2010 року «Депортіво» в односторонньому порядку продовжило контракт з Піску, за яким гравець повинен був залишатися в клубі до червня 2011 року. Гравець, який особисто не підписав контракт, вважав себе вільним агентом і не з'явився на тренування; в очікуванні на вирішення суперечки в ФІФА тренувався з командою Прем’єр-ліги «Віган Атлетік», зрештою ФІФА визнала його вільним гравцем і дозволили приєднатися до іншої команди.
31 грудня 2010 року зрештою приєднався до «Латікс» вільним агентом, з яким підписав контракт до кінця сезону 2010/11 років. Дебютував за нову команду 8 січня 2011 року, вийшов у стартовому складі переможного (3:2) поєдинку третього раунду Кубку Англії проти «Галл Сіті». Вперше вийшов у чемпіонаті 5 березня в програному (0:1) виїзному поєдинку проти «Манчестер Сіті».
Загалом провів чотири матчі за свій перший рік і на початку серпня 2011 року продовжив контракт з клубом ще на два роки. Залишив команду наприкінці сезону 2012/13 років, за підсумками якого вона понизилася в класі. Загалом у футболці «Вігана» провів лише 19 офіційних матчів.

### «Монреаль Імпакт»
26 липня 2013 року Лопес за нерозголошену суму підписав контракт з представником Major League Soccer «Монреаль Імпакт». Дебютував на офіційному рівні 21 серпня в програному (0:1) матчі Ліги чемпіонів КОНКАКАФ проти «Ередіа Ягуарес де Петен», в якому його було вилучено після боротьби з Чарльзом Кордобою. Окрім цього він не грав у чемпіонату після розриву передньої хрестоподібної зв’язки правого коліна на тренуванні.

### Завершення кар'єри
Лопес провів сезон 2015/16 у данській Суперлізі, рідко виходив на поле за «Орхус», а на початку травня 2016 року вільним агентом залишив команду. Наступного року він залишився в Данії, але перейшов до представника 1-го дивізіону «Фредерісія». Останній сезон у кар'єрі провів у «Компостелі».

## Кар'єра в збірній
У національній збірній Галісії дебютував 27 грудня 2007 року в Балаїдосі в товариському матчі проти збірної Камеруну. Матч завершився з нічийним рахунком 1:1, голами відзначилися Хуліо Альварес за регіональну збірну та Рігобер Сонг за африканську збірну.
Таож викликався до молодіжної збірної Іспанії, але в офіційних матчах не дебютував.

## Досягнення
«Віган Атлетік»
- Кубок Англії
  -  Володар (1): 2012/13[12]